# Кессі Джей
Кессі Джей (англ. Cassie Jaye) — американська акторка, кінорежисер, продюсер, найбільш відома режисурою документального кінофільму «Червона пігулка» 2016 року, де висвітлила проблеми руху за права чоловіків.

## Раннє життя та акторська кар'єра
Кессі Джей народилася в Форт Сілл, Оклахома, Сполучені Штати. У вісімнадцять років переїхала до Лос-Анджелеса, де вона була акторкою протягом п'яти років, перш ніж переїхати у 2008 до Марін у Каліфорнії. Їй не сподобалися стереотипні ролі, в яких вона була задіяна, і як вона назвала своє амплуа — «була милою дівчиною-сусідкою, яка завжди помирає у фільмах жахів». Окрім того зазнала кількох випадків сексуальних домагань, що призвело до того, що вона захопилася фемінізмом. Також у 2008 році вона утворила виробничу компанію «Jaye Bird Productions».

## Кар'єра режисера

### «Daddy I Do»
Кессі Джей режисувала та продюсувала американський документальний фільм «Daddy I Do» (укр. «Тато, я роблю»), який вивчає програми сексуального виховання та сексуальної абстиненції в США. У фільмі подано інтерв'ю із засновником «Срібного кільця» (англ. Silver Ring Thing) Денні Паттином, письменницею-феміністкою Амандою Маркоте та Дугласом Кірбі. У фільмі також обговорюються особисті історії від жінок та дівчат, що переживають підліткову вагітність, одиночне материнство, зробили аборт або зазнали сексуального насильства. Журнал «Bust» похвалив авторку за «висвітлення правди про програми сексуальної стриманості, оповідання підлітків, які перебувають у цьому, і його наслідки…».

### «The Right to Love: An American Family»
Кессі Джей режисирувала та продюсувала свій другий фільм «The Right to Love: An American Family» (укр. «Право на кохання: Американська родина»). У фільмі описано сім'ї, відомі як «Сімейні цінності геїв». Прем'єра фільму пройшла у лютому 2012 року в Театрі Кастро у Сан-Франциско, штат Каліфорнія, з гостем доповідачем Зак Валсом, також показувався на екрані на фестивалі «Frameline».

### «The Red Pill»
Детальніше — «Червона пігулка»
Кессі Джей режисирувала та продюсувала у 2016 році свій третій документальний фільм «Червона пігулка» про рух за права чоловіків. Вона провела рік інтерв'ю з різними діячами, такими як Пол Елам, засновник «Голос для чоловіків»; Гаррі Крауч, президент «Національної коаліції для чоловіків»; Воррен Фаррелл, автор «Міфу про владу чоловіка» та інші. Вона також взяла інтерв'ю з критиками руху, такими як виконавча редакторка журналу «Ms.» Кетрін Спіллар, та соціологом Майклом Кіммелом. Сама авторка в кінці фільму заявила, що «…вона більше не визнає себе феміністкою…», додавши, зараз вона вже вважає, що «Фемінізм — це не шлях до гендерної рівності і хоча вона більше не називає себе феміністкою, вона все ще є захисницею прав жінок і завжди нею буде, додаючи чоловіків до обговорення…». Фільм вийшов досить неочікуваним, неоднозначним та неприйнятним для багатьох прихильників фемінізму і викликав велику кількість негативної критики та протестів. Наприклад, у Австралії показ був скасований після подання петицій, протестів та погроз проти тих, хто проводив показ. Кессі Джей захищає свій фільм як «надзвичайно збалансований і що люди у ньому повинні бути почуті в контексті без маніпуляцій».

## Фільмографія
- «The Unfortunate» (2007)
- «Daddy I Do»[5] (2010)
- «The Right to Love: An American Family»[24] (2012)
- «The Red Pill»[25] (2016)

## Нагороди
- 2010, «Best Documentary» — «Daddy I Do», Action On Film International Film Festival[26]
- 2010, «Best Documentary» — «Daddy I Do», Idyllwild International Festival of Cinema[27]
- 2010, «Best Docu-Drama» — «Daddy I Do», Bare Bones International Film Festival
- 2012, «Best Social Commentary Award», «The Right to Love: An American Family», Action On Film International Film Festival[28]
- 2012, «Grand Jury Award» — «The Right to Love: An American Family», Bare Bones International Film Festival
- 2017, «Best of Festival», «Excellence In Producing A Documentary», and «Excellence In Directing Documentary» — «The Red Pill», Idyllwild International Festival of Cinema[29]
- 2017, «Women In Film» — «The Red Pill», Digital Hollywood DigiFest Film Festival[30]